# Rhodocactus nemorosus
Rhodocactus nemorosus (лат.) — цветковое растение, вид рода Rhodocactus семейства Кактусовые (Cactaceae). Произрастает на юге Бразилии, в Парагвае, Уругвае и на северо-востоке Аргентины. Как и все виды рода Rhodocactus, имеет, в отличие от большинства кактусов, долговечные листья.

## Таксономия
Вид был впервые описан Николасом Рохасом Акостой в 1897 году как Pereskia nemorosa. Молекулярно-филогенетические исследования показали, что при широком определении род Pereskia не является монофилетическим и состоит из трёх клад. В 2016 году род Rhodocactus был возрождён для одной из этих клад, в которую входил R. nemorosus.

## Описание
Rhodocactus nemorosus — небольшое дерево или кустарник, достигаюший 3-5 м в высоту, со стволами до 10 см в диаметре. Зрелые стебли развивают кору и, в отличие от других видов Rhodocactus, не имеют устьиц. Как и все виды этого рода и в отличие от большинства других кактусов, R. nemorosus имеет не только колючки, но и долговечные листья, самые большие из которых достигают 14 см в длину и 6 см в ширину. Листья сочные, имеют короткие (всего 5 мм в длину) черешки, и расположены на ареолах вместе с колючками. Ареолы на веточках имеют до пяти шипов, на стволах — до 20 и более, каждый длиной 4-6 см. Цветки от белого до бледно-розового цвета; либо одиночные, либо собраны в небольшие верхушечные соцветия диаметром 4-7 см. В соцветии от двух до пяти цветков. Плоды грушевидные, зелёные или желтовато-зелёные при созревании.

## Распространение и местообитание
Rhodocactus nemorosus произрастает в южной Бразилии, Парагвае, Уругвае и северо-восточной Аргентине. Встречается в сухих лесистых местообитаниях.